# Tom Jansen
Tom Jansen (* 18. Juni 1998 in Speyer, Deutschland) ist ein deutsch-niederländischer Handballspieler.

## Karriere

### Im Verein
Jansen spielte zunächst bis 2011 für die mHSG Friesenheim-Hochdorf und wechselte dann zu den Eulen Ludwigshafen. Ab 2017 spielte er dann für die HG Oftersheim/Schwetzingen in der 3. Liga. Zur Saison 2020/21 wechselte er zum TV Großwallstadt in die 2. Bundesliga. Ab 2022 spielte er in der 1. Bundesliga für den VfL Gummersbach. Im Sommer 2024 wechselte er zum ASV Hamm-Westfalen. Nachdem der ASV Hamm-Westfalen am Saisonende 2024/25 aus der 2. Bundesliga abgestiegen war, verließ Jansen den Verein. Daraufhin schloss er sich dem Zweitligisten TuS Ferndorf an.

### In Auswahlmannschaften
Im Juni 2018 gab er sein Debüt für die niederländische A-Nationalmannschaft gegen Bahrain. Er nahm an der Europameisterschaft 2022 und der Weltmeisterschaft 2023 teil.

## Privates
Tom Jansen wurde als Sohn niederländischer Eltern im deutschen Speyer geboren und ist in Haßloch aufgewachsen.